# Miguel Tudela (judoka)
Miguel Tudela es un deportista estadounidense que compitió en judo. Ganó una medalla de bronce en los Juegos Panamericanos de 1979, en la categoría de –95 kg.

## Palmarés internacional
| Juegos Panamericanos | Juegos Panamericanos   | Juegos Panamericanos | Juegos Panamericanos |
| Año                  | Lugar                  | Medalla              | Categoría            |
| -------------------- | ---------------------- | -------------------- | -------------------- |
| 1979                 | San Juan (Puerto Rico) | Medalla de bronce    | –95 kg               |